# Jan Kavan (grafik)
Jan Kavan (* 8. března 1947 Zlín) je český malíř, grafik, ilustrátor a pedagog.

## Život
Narodil se roku 1947 ve Zlíně, kde jeho otec sochař Jan Kavan (1805–1987) učil na umělecké škole založené Tomášem Baťou. Dětství prožil v Praze v Holešovicích. Roku 1966 absolvoval Střední uměleckoprůmyslovou školu v Praze na Žižkově, později studoval na Vysoké škole uměleckoprůmyslové v Praze. Navštěvoval ateliér grafiky a ilustrace, postupně pod vedením profesorů Antonína Strnadela, Jiřího Trnky a Zdeňka Sklenáře, u kterého roku 1972 absolvoval. Vliv na něho měl i asistent Jiří Anderle. Těžištěm tvorby Jana Kavana je kresba a volná umělecká grafika, ve které nejčastěji používá hlubotiskovou techniku leptu. Je ilustrátor knih, tvůrce ex libris, navrhuje poštovní známky. Se svou ženou, sochařkou Stanislavou Kavanovou, byli výtvarníky dvou animovaných filmů. V letech 1997–2010 učil na Vyšší odborné škole a Střední umělecké škole Václava Hollara v Praze. Je členem Sdružení českých umělců grafiků Hollar. V roce 2022 zastává předsednickou funkci v komisi pro tvorbu poštovních známek při České poště. Je také dlouholetým kurátorem nekomerční Galerie U lávky Městského úřadu v Praze-Troji.

## Výstavy
Jan Kavan uspořádal kolem sedmdesáti autorských výstav v České republice i v zahraničí, kde je zastoupen i ve sbírkách. Často vystavuje společně s manželkou Stanislavou Kavanovou. Výběr z výstav:
- 1996 – Grafika, galerie Black Fish, Portland, USA
- 1997 – „Terče, Zaklínadla, Mýty“, grafika a pískované sklo, galerie Pyramida, Praha
- 2000 – „Zbytky listů rozmarýny“ (se S. Kavanovou), galerie Atrium, Praha
- 2001 – J. Kavan – grafika, S. Kavanová – sochy – galerie Hrozen, České Budějovice
- 2007 – „Nepravděpodobný realizmus“ – galerie Hollar, Praha
- 2009 – Známková tvorba – Poštovní muzeum, Praha
- 2010 – „Nenadálá retrospektiva“ – Zámecká galerie, Kladno
- 2011 – Češki umjetnici – J. Kavan, S. Kavanova, galerie Domu kultury, letovisko Bol na ostrově Brač
- 2014 – „Grafika a známková tvorba“, Zámecká galerie Krkonošského muzea, Jilemnice
- 2017 – „Nepravděpodobný realizmus II“ – galerie Hollar, Praha
- 2018 – J. Kavan – grafika, kresba, S. Kavanová – plastika, Zámecký skleník – Boskovice[6]
- 2024 -2025 – Jižní Čechy očima členů Hollaru – Český Krumlov, Port 1560

## Galerie

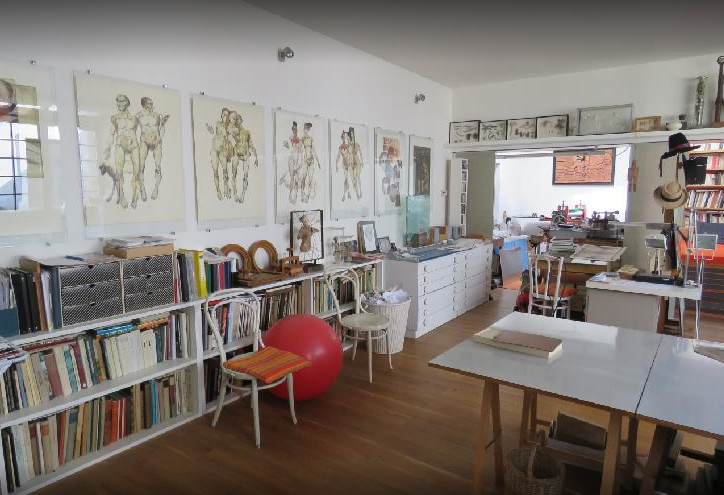
Pražský ateliér Jana Kavana